# Épenoy
Épenoy település Franciaországban, Doubs megyében. Lakosainak száma 643 fő (2022. január 1.). Épenoy Adam-lès-Vercel, Passonfontaine, Valdahon, Vercel-Villedieu-le-Camp és Les Premiers-Sapins községekkel határos.

## Népesség
A település népességének változása:
| Lakosok száma | 428  | 426  | 407  | 546  | 615  | 631  | 630  | 635  | 637  | 643  |
|               | 1968 | 1982 | 1990 | 2006 | 2013 | 2015 | 2017 | 2019 | 2020 | 2022 |